# Lista över fornlämningar i Mörbylånga kommun (Sandby)
Lista över fornlämningar i Mörbylånga kommun (Sandby) är en förteckning av ett urval av de fornlämningar som finns i Sandby i Mörbylånga kommun.
| Namn                        | Lämningstyp                      | Tillkomsttid | Historisk indelning | Plats | Läge                 | ID-nr          | Bild                                      |
| --------------------------- | -------------------------------- | ------------ | ------------------- | ----- | -------------------- | -------------- | ----------------------------------------- |
| Sandby 4:1                  | Stenkrets                        |              | Sandby, Öland       |       | 56.594609, 16.634058 | 10086300040001 | Ladda upp en bild av detta fornminne      |
| Sandby 5:1                  | Gravfält                         |              | Sandby, Öland       |       | 56.590611, 16.630383 | 10086300050001 | Ladda upp en bild av detta fornminne      |
| Sandby 6:1                  | Grav markerad av sten/block      |              | Sandby, Öland       |       | 56.589521, 16.629852 | 10086300060001 | Ladda upp en bild av detta fornminne      |
| Sandby 6:2                  | Stensättning                     |              | Sandby, Öland       |       | 56.589573, 16.629307 | 10086300060002 | Ladda upp en bild av detta fornminne      |
| Sandby 7:2                  | Gravfält                         |              | Sandby, Öland       |       | 56.588832, 16.628905 | 10086300070002 | Ladda upp en bild av detta fornminne      |
| Sandby 8:1                  | Grav markerad av sten/block      |              | Sandby, Öland       |       | 56.587496, 16.627726 | 10086300080001 | Ladda upp en bild av detta fornminne      |
| Sandby 8:2                  | Grav markerad av sten/block      |              | Sandby, Öland       |       | 56.587553, 16.627878 | 10086300080002 | Ladda upp en bild av detta fornminne      |
| Sandby 9:1                  | Stensättning                     |              | Sandby, Öland       |       | 56.586427, 16.627394 | 10086300090001 | Ladda upp en bild av detta fornminne      |
| Sandby 10:1                 | Stensättning                     |              | Sandby, Öland       |       | 56.586119, 16.626183 | 10086300100001 | Ladda upp en bild av detta fornminne      |
| Sandby 10:3                 | Grav markerad av sten/block      |              | Sandby, Öland       |       | 56.586469, 16.626512 | 10086300100003 | Ladda upp en bild av detta fornminne      |
| Sandby 12:2                 | Stensättning                     |              | Sandby, Öland       |       | 56.585406, 16.625897 | 10086300120002 | Ladda upp en bild av detta fornminne      |
| Sandby 12:3                 | Grav markerad av sten/block      |              | Sandby, Öland       |       | 56.585654, 16.625833 | 10086300120003 | Ladda upp en bild av detta fornminne      |
| Sandby 13:1                 | Grav markerad av sten/block      |              | Sandby, Öland       |       | 56.584831, 16.624757 | 10086300130001 | Ladda upp en bild av detta fornminne      |
| Sandby 13:2                 | Grav markerad av sten/block      |              | Sandby, Öland       |       | 56.584975, 16.624908 | 10086300130002 | Ladda upp en bild av detta fornminne      |
| Sandby 13:3                 | Stenkammargrav                   |              | Sandby, Öland       |       | 56.584599, 16.624935 | 10086300130003 | Ladda upp en bild av detta fornminne      |
| Sandby 13:4                 | Stenkammargrav                   |              | Sandby, Öland       |       | 56.584670, 16.625194 | 10086300130004 | Ladda upp en bild av detta fornminne      |
| Sandby 15:1                 | Gravfält                         |              | Sandby, Öland       |       | 56.583636, 16.624422 | 10086300150001 | Ladda upp en bild av detta fornminne      |
| Öl 26 (Sandby 17:1)         | Runristning                      |              | Sandby, Öland       |       | 56.580351, 16.640867 | 10086300170001 | Ladda upp en till bild av detta fornminne |
| Öl 27 (Sandby 17:2)         | Runristning                      |              | Sandby, Öland       |       | 56.580236, 16.640816 | 10086300170002 | Ladda upp en till bild av detta fornminne |
| Kycklinghögen (Sandby 19:1) | Hög                              |              | Sandby, Öland       |       | 56.582520, 16.641059 | 10086300190001 | Ladda upp en bild av detta fornminne      |
| Sandby 20:1                 | Stensättning                     |              | Sandby, Öland       |       | 56.569338, 16.610704 | 10086300200001 | Ladda upp en bild av detta fornminne      |
| Sandby 21:1                 | Stensättning                     |              | Sandby, Öland       |       | 56.571059, 16.611819 | 10086300210001 | Ladda upp en bild av detta fornminne      |
| Sandby 22:1                 | Stensättning                     |              | Sandby, Öland       |       | 56.562503, 16.604308 | 10086300220001 | Ladda upp en bild av detta fornminne      |
| Sandby 22:2                 | Grav markerad av sten/block      |              | Sandby, Öland       |       | 56.562470, 16.604270 | 10086300220002 | Ladda upp en bild av detta fornminne      |
| Sandby 22:3                 | Stenkistgrav                     |              | Sandby, Öland       |       | 56.562461, 16.604262 | 10086300220003 | Ladda upp en bild av detta fornminne      |
| Saljerör (Sandby 23:1)      | Röse                             |              | Sandby, Öland       |       | 56.559213, 16.599343 | 10086300230001 | Ladda upp en bild av detta fornminne      |
| Saljerör (Sandby 23:2)      | Stensättning                     |              | Sandby, Öland       |       | 56.559399, 16.598899 | 10086300230002 | Ladda upp en bild av detta fornminne      |
| Sandby 24:1                 | Stensättning                     |              | Sandby, Öland       |       | 56.555576, 16.596338 | 10086300240001 | Ladda upp en bild av detta fornminne      |
| Sandby 25:1                 | Röse                             |              | Sandby, Öland       |       | 56.553921, 16.594669 | 10086300250001 | Ladda upp en bild av detta fornminne      |
| Sandby 26:1                 | Stensättning                     |              | Sandby, Öland       |       | 56.553223, 16.593992 | 10086300260001 | Ladda upp en bild av detta fornminne      |
| Sandby 26:2                 | Stensättning                     |              | Sandby, Öland       |       | 56.553461, 16.593975 | 10086300260002 | Ladda upp en bild av detta fornminne      |
| Sandby 27:1                 | Stensättning                     |              | Sandby, Öland       |       | 56.552490, 16.593685 | 10086300270001 | Ladda upp en bild av detta fornminne      |
| Sandby 28:1                 | Stensättning                     |              | Sandby, Öland       |       | 56.551388, 16.593541 | 10086300280001 | Ladda upp en bild av detta fornminne      |
| Sandby 29:1                 | Stensättning                     |              | Sandby, Öland       |       | 56.556476, 16.615267 | 10086300290001 | Ladda upp en bild av detta fornminne      |
| Sandby 30:1                 | Gravfält                         |              | Sandby, Öland       |       | 56.564976, 16.616621 | 10086300300001 | Ladda upp en bild av detta fornminne      |
| Sandby 31:1                 | Stensättning                     |              | Sandby, Öland       |       | 56.565515, 16.616465 | 10086300310001 | Ladda upp en bild av detta fornminne      |
| Sandby 32:1                 | Stensättning                     |              | Sandby, Öland       |       | 56.566996, 16.614110 | 10086300320001 | Ladda upp en bild av detta fornminne      |
| Sandby 32:2                 | Grav markerad av sten/block      |              | Sandby, Öland       |       | 56.566924, 16.614374 | 10086300320002 | Ladda upp en bild av detta fornminne      |
| Sandby 32:3                 | Grav markerad av sten/block      |              | Sandby, Öland       |       | 56.566858, 16.614452 | 10086300320003 | Ladda upp en bild av detta fornminne      |
| Sandby 33:1                 | Stensättning                     |              | Sandby, Öland       |       | 56.568172, 16.609785 | 10086300330001 | Ladda upp en bild av detta fornminne      |
| Sandby 33:2                 | Stensättning                     |              | Sandby, Öland       |       | 56.568468, 16.609673 | 10086300330002 | Ladda upp en bild av detta fornminne      |
| Sandby 34:1                 | Stensättning                     |              | Sandby, Öland       |       | 56.589147, 16.686499 | 10086300340001 | Ladda upp en bild av detta fornminne      |
| Sandby 37:1                 | Husgrund, förhistorisk/medeltida |              | Sandby, Öland       |       | 56.558204, 16.624125 | 10086300370001 | Ladda upp en bild av detta fornminne      |
| Sandby 38:1                 | Stensättning                     |              | Sandby, Öland       |       | 56.558564, 16.627371 | 10086300380001 | Ladda upp en bild av detta fornminne      |
| Sandby 39:1                 | Gravfält                         |              | Sandby, Öland       |       | 56.556435, 16.624178 | 10086300390001 | Ladda upp en bild av detta fornminne      |
| Sandby 40:1                 | Stenkistgrav                     |              | Sandby, Öland       |       | 56.557466, 16.624512 | 10086300400001 | Ladda upp en bild av detta fornminne      |
| Sandby 41:1                 | Stensättning                     |              | Sandby, Öland       |       | 56.553990, 16.630067 | 10086300410001 | Ladda upp en bild av detta fornminne      |
| Sandby 43:1                 | Stensättning                     |              | Sandby, Öland       |       | 56.549988, 16.626776 | 10086300430001 | Ladda upp en bild av detta fornminne      |
| Sandby 43:2                 | Stensättning                     |              | Sandby, Öland       |       | 56.550258, 16.627114 | 10086300430002 | Ladda upp en bild av detta fornminne      |
| Sandby borg (Sandby 45:1)   | Fornborg                         |              | Sandby, Öland       |       | 56.552528, 16.639259 | 10086300450001 | Ladda upp en till bild av detta fornminne |
| Sandby 46:1                 | Stensättning                     |              | Sandby, Öland       |       | 56.555680, 16.641969 | 10086300460001 | Ladda upp en bild av detta fornminne      |
| Sandby 47:1                 | Stenkistgrav                     |              | Sandby, Öland       |       | 56.559013, 16.634817 | 10086300470001 | Ladda upp en bild av detta fornminne      |
| Sandby 47:2                 | Stensättning                     |              | Sandby, Öland       |       | 56.558812, 16.634761 | 10086300470002 | Ladda upp en bild av detta fornminne      |
| Sandby 49:1                 | Stensättning                     |              | Sandby, Öland       |       | 56.563263, 16.636104 | 10086300490001 | Ladda upp en bild av detta fornminne      |
| Sandby 49:2                 | Grav markerad av sten/block      |              | Sandby, Öland       |       | 56.563389, 16.636192 | 10086300490002 | Ladda upp en bild av detta fornminne      |
| Sandby 50:1                 | Stensättning                     |              | Sandby, Öland       |       | 56.562783, 16.643676 | 10086300500001 | Ladda upp en bild av detta fornminne      |
| Sandby 50:2                 | Stensättning                     |              | Sandby, Öland       |       | 56.563062, 16.643746 | 10086300500002 | Ladda upp en bild av detta fornminne      |
| Sandby 50:3                 | Stenkistgrav                     |              | Sandby, Öland       |       | 56.563185, 16.643630 | 10086300500003 | Ladda upp en bild av detta fornminne      |
| Sandby 50:4                 | Grav markerad av sten/block      |              | Sandby, Öland       |       | 56.563501, 16.643794 | 10086300500004 | Ladda upp en bild av detta fornminne      |
| Sandby 53:1                 | Hög                              |              | Sandby, Öland       |       | 56.562917, 16.626137 | 10086300530001 | Ladda upp en bild av detta fornminne      |
| Sandby 56:1                 | Stensättning                     |              | Sandby, Öland       |       | 56.570856, 16.621159 | 10086300560001 | Ladda upp en bild av detta fornminne      |
| Sandby 59:1                 | Stensättning                     |              | Sandby, Öland       |       | 56.569335, 16.574572 | 10086300590001 | Ladda upp en bild av detta fornminne      |
| Sandby 60:1                 | Husgrund, förhistorisk/medeltida |              | Sandby, Öland       |       | 56.580570, 16.580081 | 10086300600001 | Ladda upp en bild av detta fornminne      |
| Sandby 60:2                 | Husgrund, förhistorisk/medeltida |              | Sandby, Öland       |       | 56.580560, 16.579935 | 10086300600002 | Ladda upp en bild av detta fornminne      |
| Sandby 60:3                 | Husgrund, förhistorisk/medeltida |              | Sandby, Öland       |       | 56.580480, 16.579791 | 10086300600003 | Ladda upp en bild av detta fornminne      |
| Sandby 60:4                 | Husgrund, förhistorisk/medeltida |              | Sandby, Öland       |       | 56.580408, 16.579821 | 10086300600004 | Ladda upp en bild av detta fornminne      |
| Sandby 62:1                 | Stensättning                     |              | Sandby, Öland       |       | 56.555261, 16.536611 | 10086300620001 | Ladda upp en bild av detta fornminne      |
| Sandby 67:1                 | Hög                              |              | Sandby, Öland       |       | 56.549899, 16.613057 | 10086300670001 | Ladda upp en bild av detta fornminne      |
| Sandby 68:1                 | Gravfält                         |              | Sandby, Öland       |       | 56.550356, 16.613728 | 10086300680001 | Ladda upp en bild av detta fornminne      |
| Sandby 68:2                 | Grav markerad av sten/block      |              | Sandby, Öland       |       | 56.550063, 16.614011 | 10086300680002 | Ladda upp en bild av detta fornminne      |
| Sandby 68:3                 | Grav markerad av sten/block      |              | Sandby, Öland       |       | 56.549992, 16.614033 | 10086300680003 | Ladda upp en bild av detta fornminne      |
| Sandby 70:1                 | Stensättning                     |              | Sandby, Öland       |       | 56.551572, 16.616429 | 10086300700001 | Ladda upp en bild av detta fornminne      |
| Sandby 71:1                 | Hög                              |              | Sandby, Öland       |       | 56.552666, 16.617573 | 10086300710001 | Ladda upp en bild av detta fornminne      |
| Sandby 71:2                 | Grav markerad av sten/block      |              | Sandby, Öland       |       | 56.552735, 16.617710 | 10086300710002 | Ladda upp en bild av detta fornminne      |
| Sandby 72:1                 | Stensättning                     |              | Sandby, Öland       |       | 56.553447, 16.618512 | 10086300720001 | Ladda upp en bild av detta fornminne      |
| Sandby 72:2                 | Stensättning                     |              | Sandby, Öland       |       | 56.553305, 16.618444 | 10086300720002 | Ladda upp en bild av detta fornminne      |
| Sandby 73:1                 | Stensättning                     |              | Sandby, Öland       |       | 56.553975, 16.619081 | 10086300730001 | Ladda upp en bild av detta fornminne      |
| Sandby 73:2                 | Stensättning                     |              | Sandby, Öland       |       | 56.553986, 16.619118 | 10086300730002 | Ladda upp en bild av detta fornminne      |
| Sandby 74:1                 | Stenkistgrav                     |              | Sandby, Öland       |       | 56.557162, 16.620805 | 10086300740001 | Ladda upp en bild av detta fornminne      |
| Sandby 74:2                 | Stensättning                     |              | Sandby, Öland       |       | 56.557338, 16.620819 | 10086300740002 | Ladda upp en bild av detta fornminne      |
| Sandby 74:3                 | Stenkistgrav                     |              | Sandby, Öland       |       | 56.556839, 16.620697 | 10086300740003 | Ladda upp en bild av detta fornminne      |
| Sandby 76:1                 | Husgrund, förhistorisk/medeltida |              | Sandby, Öland       |       | 56.561304, 16.621936 | 10086300760001 | Ladda upp en bild av detta fornminne      |
| Sandby 77:1                 | Stensättning                     |              | Sandby, Öland       |       | 56.561872, 16.622048 | 10086300770001 | Ladda upp en bild av detta fornminne      |
| Sandby 78:1                 | Gravfält                         |              | Sandby, Öland       |       | 56.563176, 16.619601 | 10086300780001 | Ladda upp en bild av detta fornminne      |
| Sandby 79:1                 | Stensättning                     |              | Sandby, Öland       |       | 56.565433, 16.618698 | 10086300790001 | Ladda upp en bild av detta fornminne      |
| Sandby 79:2                 | Stensättning                     |              | Sandby, Öland       |       | 56.565328, 16.618846 | 10086300790002 | Ladda upp en bild av detta fornminne      |
| Sandby 82:1                 | Stenkrets                        |              | Sandby, Öland       |       | 56.586939, 16.648639 | 10086300820001 | Ladda upp en bild av detta fornminne      |
| Sandby 83:1                 | Hög                              |              | Sandby, Öland       |       | 56.587952, 16.656447 | 10086300830001 | Ladda upp en bild av detta fornminne      |
| Sandby 84:1                 | Stensättning                     |              | Sandby, Öland       |       | 56.589394, 16.670766 | 10086300840001 | Ladda upp en bild av detta fornminne      |
| Sandby 84:2                 | Grav markerad av sten/block      |              | Sandby, Öland       |       | 56.589335, 16.670604 | 10086300840002 | Ladda upp en bild av detta fornminne      |
| Sandby 84:3                 | Grav markerad av sten/block      |              | Sandby, Öland       |       | 56.589360, 16.670496 | 10086300840003 | Ladda upp en bild av detta fornminne      |
| Sandby 84:4                 | Grav markerad av sten/block      |              | Sandby, Öland       |       | 56.589295, 16.670486 | 10086300840004 | Ladda upp en bild av detta fornminne      |
| Sandby 85:1                 | Röse                             |              | Sandby, Öland       |       | 56.580398, 16.680664 | 10086300850001 | Ladda upp en bild av detta fornminne      |
| Sandby 85:2                 | Grav markerad av sten/block      |              | Sandby, Öland       |       | 56.580492, 16.680862 | 10086300850002 | Ladda upp en bild av detta fornminne      |
| Sandby 85:3                 | Grav markerad av sten/block      |              | Sandby, Öland       |       | 56.580444, 16.680403 | 10086300850003 | Ladda upp en bild av detta fornminne      |
| Sandby 87:1                 | Stensättning                     |              | Sandby, Öland       |       | 56.571656, 16.658002 | 10086300870001 | Ladda upp en bild av detta fornminne      |
| Sandby 87:2                 | Stensättning                     |              | Sandby, Öland       |       | 56.571691, 16.658718 | 10086300870002 | Ladda upp en bild av detta fornminne      |
| Sandby 88:1                 | Stensättning                     |              | Sandby, Öland       |       | 56.574497, 16.649683 | 10086300880001 | Ladda upp en bild av detta fornminne      |
| Höga kullen (Sandby 89:1)   | Stensättning                     |              | Sandby, Öland       |       | 56.576763, 16.649131 | 10086300890001 | Ladda upp en bild av detta fornminne      |
| Sandby 91:1                 | Husgrund, förhistorisk/medeltida |              | Sandby, Öland       |       | 56.580938, 16.639758 | 10086300910001 | Ladda upp en bild av detta fornminne      |
| Sandby 94:1                 | Gravfält                         |              | Sandby, Öland       |       | 56.591801, 16.604959 | 10086300940001 | Ladda upp en bild av detta fornminne      |
| Sandby 99:1                 | Stensättning                     |              | Sandby, Öland       |       | 56.586241, 16.557469 | 10086300990001 | Ladda upp en bild av detta fornminne      |
| Sandby 99:2                 | Stensättning                     |              | Sandby, Öland       |       | 56.586365, 16.557331 | 10086300990002 | Ladda upp en bild av detta fornminne      |
| Sandby 99:3                 | Stensättning                     |              | Sandby, Öland       |       | 56.586494, 16.557578 | 10086300990003 | Ladda upp en bild av detta fornminne      |
| Sandby 103:1                | Stensättning                     |              | Sandby, Öland       |       | 56.568248, 16.602504 | 10086301030001 | Ladda upp en bild av detta fornminne      |
| Sandby 104:1                | Grav markerad av sten/block      |              | Sandby, Öland       |       | 56.595433, 16.634485 | 10086301040001 | Ladda upp en bild av detta fornminne      |
| Sandby 104:2                | Grav markerad av sten/block      |              | Sandby, Öland       |       | 56.595312, 16.634473 | 10086301040002 | Ladda upp en bild av detta fornminne      |
| Sandby 104:3                | Grav markerad av sten/block      |              | Sandby, Öland       |       | 56.595311, 16.634320 | 10086301040003 | Ladda upp en bild av detta fornminne      |
| Sandby 104:4                | Grav markerad av sten/block      |              | Sandby, Öland       |       | 56.595338, 16.634278 | 10086301040004 | Ladda upp en bild av detta fornminne      |
| Sandby 104:5                | Grav markerad av sten/block      |              | Sandby, Öland       |       | 56.595264, 16.634197 | 10086301040005 | Ladda upp en bild av detta fornminne      |
| Sandby 104:6                | Grav markerad av sten/block      |              | Sandby, Öland       |       | 56.595441, 16.634595 | 10086301040006 | Ladda upp en bild av detta fornminne      |
| Sandby 105:1                | Husgrund, förhistorisk/medeltida |              | Sandby, Öland       |       | 56.573164, 16.662559 | 10086301050001 | Ladda upp en bild av detta fornminne      |
| Sandby 105:2                | Husgrund, förhistorisk/medeltida |              | Sandby, Öland       |       | 56.573098, 16.662474 | 10086301050002 | Ladda upp en bild av detta fornminne      |
| Sandby 116:1                | Husgrund, förhistorisk/medeltida |              | Sandby, Öland       |       | 56.580527, 16.673881 | 10086301160001 | Ladda upp en bild av detta fornminne      |
| Sandby 118:1                | Stensättning                     |              | Sandby, Öland       |       | 56.570017, 16.608091 | 10086301180001 | Ladda upp en bild av detta fornminne      |
| Sandby 121:1                | Stensättning                     |              | Sandby, Öland       |       | 56.563815, 16.589566 | 10086301210001 | Ladda upp en bild av detta fornminne      |
| Sandby 136:1                | Stensättning                     |              | Sandby, Öland       |       | 56.566445, 16.642171 | 10086301360001 | Ladda upp en bild av detta fornminne      |
| Sandby 143:2                | Grav markerad av sten/block      |              | Sandby, Öland       |       | 56.552063, 16.617374 | 10086301430002 | Ladda upp en bild av detta fornminne      |
| Sandby 148:1                | Stensättning                     |              | Sandby, Öland       |       | 56.570295, 16.550449 | 10086301480001 | Ladda upp en bild av detta fornminne      |
| Sandby 150:1                | Stensättning                     |              | Sandby, Öland       |       | 56.581002, 16.562643 | 10086301500001 | Ladda upp en bild av detta fornminne      |
| Sandby 151:1                | Stensättning                     |              | Sandby, Öland       |       | 56.583213, 16.562434 | 10086301510001 | Ladda upp en bild av detta fornminne      |
| Sandby 154:1                | Stensättning                     |              | Sandby, Öland       |       | 56.555396, 16.573380 | 10086301540001 | Ladda upp en bild av detta fornminne      |
| Sandby 154:3                | Stensättning                     |              | Sandby, Öland       |       | 56.555517, 16.573791 | 10086301540003 | Ladda upp en bild av detta fornminne      |
| Sandby 155:1                | Stensättning                     |              | Sandby, Öland       |       | 56.561244, 16.563312 | 10086301550001 | Ladda upp en bild av detta fornminne      |